# Rovos Rail
Rovos Rail é uma companhia privada que opera no ramo de transportes ferroviários, com sede na histórica Estação Ferroviária Capital Park em Pretória, África do Sul.
A Rovos Rail opera Comboios de carreira em horários regulares em diversas linhas e trajetos pela África setentrional. Os comboios consistem antigos vagões Sul-africanos vagões restaurados e luxuosos, tendo todas usuais recursos para o turismo - "lounge", restaurante, chuveiros, compartimentos-leito individuais. 
A companhia foi implementada em 1989 por Rohan Vos.

## Rotas
A Rovos Rail opera nas seguintes linhas:
- Pretória - Cidade do Cabo
- Pretória - Durban
- Pretória - Victoria Falls
- Cidade do Cabo - Dar es Salaam (Tanzânia) - denominada "Orgulho da África"
- Pretoria - Swakopmund (Namíbia)
- Cidade do Cabo - George (provícia de Cabo Ocidental, África do Sul

A companhia opera também em viagens fretadas (tipo Charter ferroviário) e em "Safaris" de Golfe.
A Rovos Rail também fez uma viagem ferroviária entre Cidade do Cabo e o Cairo em 2008, devendo repetir o feito em 2010.
Coordenadas: 25,7176ºS - 28.1906°L
A viagem, cruza o continente Africano, leva-o profundamente em reservas de caça acessíveis apenas por pequenos aviões, por trem, ou por veículos de safári, onde pode encontrar zebras, elefantes e leões.
Os preços variam de U$ 5.110 para U$ 10.334: por pessoa, baseado em quarto duplo, dependendo do tipo de cabine (9-dia de viagem entre Pretória e Cidade do Cabo).